# Thomas Larcher
Pour les articles homonymes, voir Larcher.
Thomas Larcher, né à Innsbruck le 16 septembre 1963, est un compositeur autrichien de musique contemporaine.

## Biographie
Thomas Larcher naît à Innsbruck le 16 septembre 1963. Il grandit au Tyrol autrichien, avant de s'installer à Vienne. De 1981 à 1986, il poursuit ses études musicale à la Musikhochschule, sous la direction de Heinz Medjimorec, Elisabeth Leonskaja (piano) et Erich Urbanner (composition). Il commence alors une carrière musicale variée, combinant la composition, les concerts et l'enseignement. En 1994, il crée avec Maria-Luise Mayr le Klangspuren festival à Schwaz au Tyrol.
Thomas Larcher a joué sous la direction de Claudio Abbado, Pierre Boulez, Dennis Russell Davies ou encore Franz Welser-Möst. Il a par ailleurs travaillé en étroite collaboration avec les compositeurs Heinz Holliger, Olga Neuwirth et Isabel Mundry.
Depuis quelques années, Larcher se consacre à la composition. Il est considéré comme l'un des plus grands compositeurs de musique contemporaine en Autriche.

## Œuvre

### Orchestre
- Red and Green pour grand orchestre (2010)

### Orchestre et soliste
- Still pour alto et orchestre de chambre (2002)
- Hier, heute pour violoncelle, orchestre et musique enregistrée (2005)
- Böse Zellen pour piano et orchestre (2006/rév. 2007)
- Konzert pour violon et orchestre (2008/2009)
- Concerto pour violon, violoncelle et orchestre (UA, 2011)
- Nocturne – Insomnia pour ensemble (2008)

### Orchestre et voix
- Heute pour soprano et orchestre (2005/2006)
- Die Nacht der Verlorenen für Bariton und Ensemble (2008)

### Musique de chambre
- Cold Farmer, 1er Quatuor à cordes (1990)
- IXXU, 2e Quatuor à cordes (1998–2004)
- Madhares, 3e Quatuor à cordes (2006/07)
- Kraken pour violon, violoncelle et piano (1994–97)
- Vier Seiten pour violoncelle (1997)
- Mumien pour violoncelle et piano (2001)
- Fasern pour clarinette, violoncelle et piano (2006)
- Sonata pour violoncelle (2007)

Musique de chambre avec voix
- My Illness Is the Medicine I Need für Sopran, Violine, Violoncello und Klavier (2002)
- Böhmen liegt am Meer für Bariton, Klarinette, Violine, Violoncello und Klavier (2008)

### Piano
- Klavierstück 1986
- Naunz pour piano (1989)
- Noodivihik pour piano (1992)
- Antennen-Requiem für H. (1999)
- Smart Dust pour piano (2005)
- What Becomes/Was wird pour piano (2009)
- Poems, 12 Stücke für Pianisten und andere Kinder (2010)

## Discographie
- Alle Tage° ; Concerto pour violon* – Adrian Eröd (en), baryton° ; Benjamin Beilman, violon ; Orchestre Tonkünstler, dir. Hannu Lintu et Pierre Bleuse* (14-15 septembre 2020, Tonkünstler) (OCLC 1335603354)